# Bauhinia cookii
Bauhinia cookii är en ärtväxtart som beskrevs av Nathaniel Lord Britton och Joseph Nelson Rose. Bauhinia cookii ingår i släktet Bauhinia och familjen ärtväxter. Inga underarter finns listade i Catalogue of Life.